# スミス川 (カリフォルニア州)

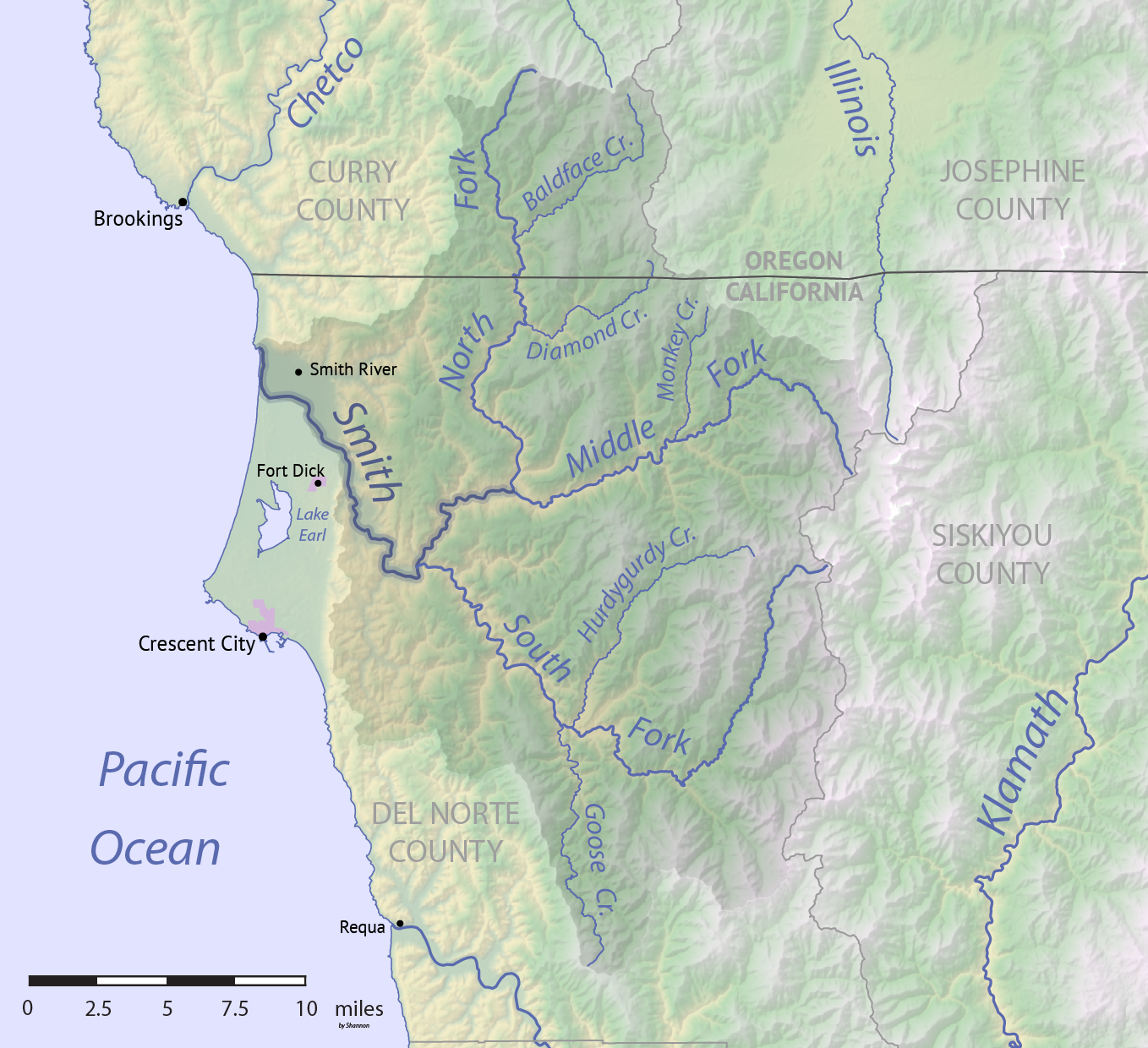
スミス川流域

スミス川 (スミスがわ、Smith River) はアメリカ合衆国のカリフォルニア州北西部デルノルト郡を流れる川。クラマス山脈 (Klamath Mountains) から流れ出し、ローグ川・シスキュー国立森林公園 (Rogue River – Siskiyou National Forest)、シックスリバーズ国立森林公園( Six Rivers National Forest)、ジェデダイア・スミス・レッドウッズ州立公園 (Jedediah Smith Redwoods State Park) を流れ、太平洋へ注ぐ。長さ25.1マイル（40km）、流域面積719平方マイル（1,862 km2）。
ガスキー付近のミドルフォークとノースフォークとの合流地点からがスミス川であり、Hiouchi付近でサウスフォークスミス川が合流。そこからはおおむね北西へと流れ、クレセントシティの北約10マイル（16km）のスミスリバー付近で太平洋へ注ぐ。
スミス川は平均流量で見るとカリフォルニア州最大の水系である。
川の名前は探検家ジェデダイア・スミスに由来する。